# Наскальные изображения в Теннесе
Наскальные изображения в Теннесе находятся в норвежской коммуне Балсфьорд. Памятник состоит из примерно 60 изображений, разделённых на 3 участка. Наиболее старые из изображений датируются около 4600 г. до н. э., а наиболее новые — около 2600 г. до н. э. Это первые открытые в Скандинавии изображения, передающие жизнь культуры охотников. Во времена, когда создавались фигуры, этот участок скал находился непосредственно на морском побережье, а в настоящее время он находится на высоте 20 метров над уровнем моря.
Впервые изображения упоминаются в 1799 г. в путевых заметках профессора ботаники Копенгагенского университета Мартина Валя. Его заметки, однако, оставались неизвестными до 1913 г., когда на них наткнулись сотрудники Копенгагенского ботанического музея. К этому времени археологи уже начали проявлять интерес к наскальным изображениям. Археолог Густав Хальстрём отправился в Балсфьорд, чтобы изучить их на месте.
Фигуры изображают наземных и морских животных, а также людей в лодках.